# We Might As Well Be Strangers
We Might As Well Be Strangers – to piosenka stworzona przez brytyjski zespół Keane. Została zrealizowana 15 lutego 2005 jako 3 utwór z debiutanckiej płyty - "Hopes and Fears". W późniejszym okresie została ona zremiksowana w specjalnej edycji singlowej przez DJ Shadowa. Nagranie znalazło się również na ścieżce dźwiękowej do serialu Smallville (4 sezon – epizod "Spell") oraz filmu "Raise Your Voice (pl. Szansa na sukces)".

## Wersja singla
US 10" Vinyl
Numer albumu:1712175
1. "We Might As Well Be Strangers" (DJ Shadow Remix)
2. "We Might As Well Be Strangers" (DJ Shadow Remix Instrumental)

- Powstała również wersja do pobrania przez sklep internetowy iTunes Store.

## Informacje nt. powstania

### Twórcy
- Tom Chaplin
- Tim Rice-Oxley
- Richard Hughes

### Data i miejsce powstania
15 lutego 2005 r., Holiocentric Studios, Rye, East Sussex, Anglia